# Katedra św. Józefa w Thiruvananthapuram
Katedra św. Józefa w Thiruvananthapuram – neogotycka katedra rzymskokatolicka w indyjskim mieście Thiruvananthapuram, stolicy stanu Kerala, siedziba arcybiskupa Thiruvananthapuram.  

## Historia
Świątynia została wybudowana w 1873 na terenie wojskowym Palayam (nazwa Palayam oznacza rezydencję wojskową) jako kościół parafialny dla kilku katolickich żołnierzy i paru rodzin, które przybyły głównie z nadbrzeżnego regionu Earstwhile stanu Travancore. Kościół został poświęcony 4 maja 1873 przez ówczesnego biskupa Quilon (Kollam) o. Ildefonsa Giovanniego Battistę Borgnę OCD i o. Emygdiusa OCD proboszcza parafii.
W 1912 za urzędowania o. Pamcratiusa OCD rozpoczęto rozbudowę świątyni. W 1927 za czasów o. Ildaphonse'a OCD ukończono neogotycki front i dzwonnicę, do której trzy dzwony przywieziono z Belgii. Dzwonom nadano imiona Józefa (za św. Józefem), Ksawerego (za patronem kościoła, Franciszkiem Ksawerym, zwanym apostołem Indii) i Alojzego (za biskupem Aloisem Marią Benzigerem, pierwszym biskupem-misjonarzem Quilon).
Po podziale diecezji Quilon, 1 lipca 1937 wyodrębniono nową diecezję Thiruvananthapuram, a kościół św. Józefa stał się kościołem katedralnym nowo utworzonej diecezji. W 2000 roku, kiedy biskup Maria Callist Soosa Pakiam został arcybiskupem i diecezja Thiruvananthapuram stała się metropolitalną archidiecezją Thiruvananthapuram, katedra św. Józefa również uzyskała status archikatedry metropolitalnej.